# Daniel Günther
Daniel Günther (Kiel, 1973. július 24. –) német politológus, politikus, 2017 óta Schleswig-Holstein tartomány miniszterelnöke, 2018-tól 2019-ig a Bundesrat elnöke (CDU).

## Élete
Daniel Günther 1973-ban született Kielben. Gimnáziumi tanulmányait Eckernförde-ben végezte, majd Kielben hallgatott politikatudományt, közgazdaságtant és pszichológiát, ahol politikatudományi diplomát szerzett. Egyetemi tanulmányai alatt kezdett politizálni, 1994-től a Fiatal Unió helyi elnöke volt. 1997 és 1999 között a Kieler Initiatives munkatársaként dolgozott Kronshagenben. 1998 és 2014 között Eckernförde önkormányzati tanácsának tagja, 2000-től 2005-ig a CDU Rendsburg-Eckernförde járási és neumünsteri igazgatója, majd 2005 és 2012 között a párt tartományi igazgatója volt. 2003-tól 2010-ig a járási tanácsnak is tagja volt, 2006 és 2016-ig pedig a CDU árási pénztárnoka volt.
2009-ben beválasztották Schleswig-Holstein tartomány parlamentjébe, ahol azóta is képviselő. 2010-től 2016-ig a CDU helyi elnöke Eckernförde-ben. 2014-ben pártja frakcióvezetője lett a tartományi parlamentben, majd 2016-ban a CDU tartományi elnökévé választották. A 2017-es választásokat követően Schleswig-Holstein miniszterelnöke lett, majd 2022-ben újraválasztották. 2018 és 2019 között a Bundesrat elnöki tisztségét is betöltötte.
Günther római katolikus, nős, két lány édesapja.

## Fordítás
Ez a szócikk részben vagy egészben  a   Daniel Günther című német Wikipédia-szócikk ezen változatának fordításán alapul.  Az eredeti cikk szerkesztőit annak laptörténete sorolja fel. Ez a jelzés csupán a megfogalmazás eredetét és a szerzői jogokat jelzi, nem szolgál a cikkben szereplő információk forrásmegjelöléseként.